# Mondaze.tv
Mondaze.tv (ou Mondaze) est un service de vidéo à la demande pour la production cinématographique et télévisuelle destiné aux personnes malentendantes et sourdes.

## Historique
Il a été créé en 2015 en Suède. Erik Andervall a créé une plate-forme de Video On Demand la culture des sourds dans le monde,,.
Certains films et séries télévisées sont produits en langue des signes suédoise et langue des signes internationale, avec sous-titres à la fois en langue anglaise et en la langue suédoise. Certaines productions télévisées en langue des signes internationale ont ensuite été supprimées du catalogue.
En 2015, le site Web a été créé et le fondateur, malgré les désaccords entre les communautés de sourds, en 2017, l'entreprise est entrée en crise.
En 2021 la société est dissoute.

## Filmographie
- Best Coast (2018)
- Dine in hell (2018)
- Ipek (2018)
- Marko's Diary (2018)